# Brandon (Vermont)
Brandon ist eine Town im Rutland County des Bundesstaates Vermont in den Vereinigten Staaten mit 4129 Einwohnern (laut Volkszählung von 2020).

## Geografie

### Geografische Lage
Brandon liegt am Westrand der Green Mountains am Übergang zur Ebene um den Lake Champlain. Große Bereiche des westlichen Anteils der Town umfassen die westlichen Ausläufer dieses Gebirges; daher sind hier auch einige der höheren Berge Vermonts zu finden: Mount Nickwaket (837 m) und Lead Mine Mountain (799 m), des Weiteren der Hausberg der Hauptsiedlung, Birch Hill (369 m).
Im flacheren Westteil der Town findet sich das durch den von Süd nach Nord die Siedlung durchfließenden Otter Creek gebildete, unter Naturschutz stehende Sumpfgebiet Brandon Swamp Wildlife Management Area.

### Nachbargemeinden
Alle Entfernungen sind als Luftlinien zwischen den offiziellen Koordinaten der Orte aus der Volkszählung 2010 angegeben.
- Norden: Leicester, 3,5 km
- Nordosten: Goshen, 9,7 km
- Südosten: Chittenden, 18,9 km
- Süden: Pittsford, 4,3 km
- Südwesten: Hubbardton, 10,6 km
- Westen: Sudbury, 11,0 km
- Nordwesten: Whiting, 15,4 km

### Klima
Die mittlere Durchschnittstemperatur in Brandon liegt zwischen −7,2 °C (19 °Fahrenheit) im Januar und 20,6 °C (69 °Fahrenheit) im Juli. Damit ist der Ort gegenüber dem langjährigen Mittel der USA um etwa 9 Grad kühler. Die Schneefälle zwischen Oktober und Mai liegen mit etwa zwei Metern erheblich höher als die mittlere Schneehöhe in den USA, die tägliche Sonnenscheindauer liegt am unteren Rand des Wertespektrums der USA. Im Zeitraum von Mitte Oktober bis Mitte Dezember sogar erheblich darunter.

## Geschichte
Brandon gehört zu den Gründungen, die von der damaligen Kolonie New Hampshire aus betrieben wurden. Es wurde am 20. Oktober 1762 unter dem Namen Neshobe zum Verkauf ausgeschrieben; den heutigen Namen Brandon erhielt es erst bei einer Umbenennung am 20. Oktober 1784. Die ersten Siedler, die ab 1775 ins Land kamen, hatten unter den Überfällen der Indianer, deren Jagdgründe das Gebiet um den See und die Green Mountains waren, zu leiden. So wurden 1777 bei einem Überfall zwei Siedler getötet, die meisten Siedler gefangen genommen und das Dorf sowie eine Sägemühle (in der Pionierphase lebenswichtig, da sie für die Lieferung von Baumaterial der ersten Häuser notwendig war) niedergebrannt.
Nach dem Ende des Unabhängigkeitskrieges endeten auch die Überfälle und die Besiedlung ging rasch vonstatten. 1784 konnte die konstituierende Stadtversammlung abgehalten werden; bei der ersten Volkszählung von 1790 wurden 637 Bewohner festgestellt. Zu diesem Zeitpunkt waren fast alle Siedlungen im westlichen, landwirtschaftlich genutzten Teil der Siedlung anzutreffen, und dementsprechend beherrschten Landwirtschaft und, wie in Vermont zu jenem Zeitpunkt weit verbreitet, Schafzucht das wirtschaftliche Bild der Siedlung. Eine um 1810 entdeckte Eisenerzmine wurde intensiv abgebaut, ebenso Manganvorkommen und Marmor.
Mit der Eröffnung der Bahnstrecke Bellows Falls–Burlington am 18. Dezember 1849 erschlossen sich den Bewohnern neue Märkte, insbesondere mit den Ballungszentren der Ostküste. Die bisherige Woll- und Schafsproduktion wurde zugunsten der Milchviehwirtschaft verdrängt. Die bis dahin genutzten Erz- und Marmorvorkommen waren um 1880 weitgehend abgebaut, was zu einer Abwanderung der Arbeitskräfte und deren Familien führte. Erst mit dem Ausbau des Ortes zum lokalen Bildungszentrum ab Mitte der 1950er Jahre drehte sich der Trend wieder um.

### Religionen
Die auch heute noch zu beobachtende Vielfalt an Glaubensgemeinschaften war in Brandon von der Gründung an vertreten. Die erste Gemeinde, die einen Seelsorger fest anstellte, waren die Baptisten im Jahr 1788; wann sich die Gemeinde gründete ist nicht mehr bekannt. 1832 errichteten sie ihren ersten Kirchenbau. Am 23. September 1785 gründeten die Kongregationalisten ihre hiesige Gemeinde, die Episkopalen folgten 1839 mit der ersten Gemeinde: St. Thomas.
Heute sind im Ort sechs verschiedene Gemeinden ansässig: Zwei episkopale (St. Thomas und Grace Church), eine wesleyanische (Forest Dale Wesleyan Church), eine römisch-katholische (St. Mary), eine methodistische und eine Gemeinde der United Church of Christ.

### Einwohnerentwicklung
| Volkszählungsergebnisse – Town of Brandon, Vermont | Volkszählungsergebnisse – Town of Brandon, Vermont | Volkszählungsergebnisse – Town of Brandon, Vermont | Volkszählungsergebnisse – Town of Brandon, Vermont | Volkszählungsergebnisse – Town of Brandon, Vermont | Volkszählungsergebnisse – Town of Brandon, Vermont | Volkszählungsergebnisse – Town of Brandon, Vermont | Volkszählungsergebnisse – Town of Brandon, Vermont | Volkszählungsergebnisse – Town of Brandon, Vermont | Volkszählungsergebnisse – Town of Brandon, Vermont | Volkszählungsergebnisse – Town of Brandon, Vermont |
| Jahr                                               | 1700                                               | 1710                                               | 1720                                               | 1730                                               | 1740                                               | 1750                                               | 1760                                               | 1770                                               | 1780                                               | 1790                                               |
| -------------------------------------------------- | -------------------------------------------------- | -------------------------------------------------- | -------------------------------------------------- | -------------------------------------------------- | -------------------------------------------------- | -------------------------------------------------- | -------------------------------------------------- | -------------------------------------------------- | -------------------------------------------------- | -------------------------------------------------- |
| Einwohner                                          |                                                    |                                                    |                                                    |                                                    |                                                    |                                                    |                                                    |                                                    |                                                    | 637                                                |
| Jahr                                               | 1800                                               | 1810                                               | 1820                                               | 1830                                               | 1840                                               | 1850                                               | 1860                                               | 1870                                               | 1880                                               | 1890                                               |
| Einwohner                                          | 1076                                               | 1375                                               | 1495                                               | 1946                                               | 2194                                               | 2835                                               | 3077                                               | 3571                                               | 3280                                               | 3310                                               |
| Jahr                                               | 1900                                               | 1910                                               | 1920                                               | 1930                                               | 1940                                               | 1950                                               | 1960                                               | 1970                                               | 1980                                               | 1990                                               |
| Einwohner                                          | 2759                                               | 2712                                               | 2874                                               | 2891                                               | 2979                                               | 3304                                               | 3329                                               | 3697                                               | 4194                                               | 4223                                               |
| Jahr                                               | 2000                                               | 2010                                               | 2020                                               | 2030                                               | 2040                                               | 2050                                               | 2060                                               | 2070                                               | 2080                                               | 2090                                               |
| Einwohner                                          | 3917                                               | 3966                                               | 4129                                               |                                                    |                                                    |                                                    |                                                    |                                                    |                                                    |                                                    |

## Wirtschaft und Infrastruktur
Die Schulen Brandons sind der wichtigste Arbeitgeber in Brandon; 18 % aller Arbeitskräfte sind im Lehrbetrieb zu finden, gefolgt von administrativen Kräften. 

### Verkehr
Wichtigste Verkehrsverbindung ist der von Nord nach Süd verlaufende U.S. Highway 7. Er verbindet Brandon mit Leicester, Middlebury und Burlington im Norden und Rutland City im Süden.
Zusätzlich verläuft die Vermont State Route 73 von Osten nach Nordwesten durch den Ort und verbindet Brandon mit Rochester im Osten und Sudbury und Orwell im Westen.

### Öffentliche Einrichtungen
Neben den weiter unten genannten Schulen, der Bibliothek und den üblichen städtischen Büros verfügt Brandon über keine weiteren öffentlichen Einrichtungen. Das nächstgelegene Krankenhaus ist das Porter Medical Center in Middlebury.

### Bildung
Brandon gehört mit Brandon, Chittenden, Goshen, Leicester, Mendon, Pittsford, Sudbury und Whiting zur Rutland Northeast Supervisory Union.
In Brandon existieren eine sechszügige, öffentliche Grundschule, die Neshobe School mit ca. 375 Schülern, sowie eine Highschool, die Otter Valley Union High School mit rund 700 Schülern, die von der 7. bis zur 12. Klasse führt. Colleges finden sich in Middlebury und Burlington, eine Universität ebenfalls in Burlington.

## Persönlichkeiten

### Söhne und Töchter der Stadt
- Stephen A. Douglas (1813–1861), Politiker und Präsidentschaftskandidat 1860
- Henry F. Field (1843–1932), Politiker, Bankier der Vermont State Treasurer war
- Walter L. Sessions (1820–1896), Politiker und Vertreter des Bundesstaates New York im US-Repräsentantenhaus
- John G. Sawyer (1825–1898), Politiker und Vertreter des Bundesstaates New York im US-Repräsentantenhaus

### Persönlichkeiten, die vor Ort gewirkt haben
- Ebenezer J. Ormsbee (1834–1924), Politiker und Gouverneur Vermonts; war Lehrer in Brandon
- Harold J. Arthur (1904–1971), Politiker und Gouverneur Vermonts